# Ландорський канал
Ландорський канал (словац. Lándorský kanál) — меліоративний канал; впадає в річку Стара Нітра, протікає в окрузі Комарно.
Довжина приблизно 14.5 км. Витік знаходиться в Дунайській низовині — відгалуження Дикого каналу (Divý kanál). Впадає Врбовський канал.
Протікає територією сіл Врбова-над-Вагом; Мартовце; Несвади і міста Комарно.